# HIKESHI
HIKESHI (англ. Hikeshi, heat shock protein nuclear import factor) – білок, який кодується однойменним геном, розташованим у людей на короткому плечі 11-ї хромосоми. Довжина поліпептидного ланцюга білка становить 197 амінокислот, а молекулярна маса — 21 628.
| 10         |  | 20         |  | 30         |  | 40         |  | 50         |
| ---------- |  | ---------- |  | ---------- |  | ---------- |  | ---------- |
| MFGCLVAGRL |  | VQTAAQQVAE |  | DKFVFDLPDY |  | ESINHVVVFM |  | LGTIPFPEGM |
| GGSVYFSYPD |  | SNGMPVWQLL |  | GFVTNGKPSA |  | IFKISGLKSG |  | EGSQHPFGAM |
| NIVRTPSVAQ |  | IGISVELLDS |  | MAQQTPVGNA |  | AVSSVDSFTQ |  | FTQKMLDNFY |
| NFASSFAVSQ |  | AQMTPSPSEM |  | FIPANVVLKW |  | YENFQRRLAQ |  | NPLFWKT    |

A: Аланін

C: Цистеїн

D: Аспарагінова кислота

E: Глутамінова кислота

F: Фенілаланін

G: Гліцин

H: Гістидин

I: Ізолейцин

K: Лізин

L: Лейцин

M: Метіонін

N: Аспарагін

P: Пролін

Q: Глутамін

R: Аргінін

S: Серин

T: Треонін

V: Валін

W: Триптофан

Задіяний у таких біологічних процесах, як транспорт, транспорт білків. 
Локалізований у цитоплазмі, ядрі.